# Hesperandra expectata
Hesperandra expectata (лат.) — вид жуков-усачей из подсемейства Parandrinae. Распространён в Южной Америке в Бразилии, Уругвае, Парагвае и Аргентине.

## Синонимы
В синонимику вида входят следующие названия:
- Parandra (Archandra) expectata Lameere, 1913
- Parandra (Archandra) montana Zikán, 1948
- Parandra (Hesperandra) expectata (Lameere) Arigony, 1977
- Parandra expectata Lameere, 1902